# Lịch sử giáo dục Nhật Bản
| Lịch sử Nhật Bản | Lịch sử Nhật Bản |
| --- | ---------------- |
| Tiền sửThời kỳ đồ đá cũ ~15000 TCN Thời kỳ Jōmon (Thằng Văn) ~15000 TCN–300 TCN Thời kỳ Yayoi (Di Sinh) tk 4 TCN–tk 3 |                  |
| Cổ đạiThời kỳ Kofun (Cổ Phần) tk 3–tk 7 Thời kỳ Asuka (Phi Điểu) 592–710 Thời kỳ Nara (Nại Lương) 710–794 Thời kỳ Heian (Bình An) 794–1185 |                  |
| Phong kiếnThời kỳ Kamakura (Liêm Thương) 1185–1333 Tân chính Kemmu (Kiến Vũ) 1333–1336 Thời kỳ Muromachi (Thất Đinh) 1336–1573 Thời kỳ Nam-Bắc triều 1336–1392 Thời kỳ Chiến Quốc 1467–1590 Thời kỳ Azuchi-Momoyama (An Thổ-Đào Sơn) 1573–1603 Mậu dịch Nanban (Nam Man) Chiến tranh Nhật Bản – Triều Tiên 1592–1598 Thời kỳ Edo/Tokugawa (Giang Hộ/Đức Xuyên)1603–1868 Chiến tranh Nhật Bản – Lưu Cầu Chiến dịch Ōsaka (Đại Phản) Tỏa Quốc Đoàn thám hiểm Perry Hiệp ước Kanagawa (Thần Nại Xuyên) Bakumatsu (Mạc mạt) Minh Trị Duy tân Chiến tranh Boshin (Mậu Thìn) |                  |
| Hiện đạiThời kỳ Minh Trị (Meiji) 1868–1912 Nhật xâm lược Đài Loan 1874 Chiến tranh Tây Nam Chiến tranh Nhật–Thanh Hiệp ước Mã Quan Chiến tranh Ất Mùi 1895 Phong trào Nghĩa Hòa Đoàn Hòa ước Portsmouth Hiệp ước Nhật–Triều 1910 Thời kỳ Đại Chính (Taishō) 1912-1926 Nhật Bản trong Thế chiến thứ nhất Sự can thiệp của Nhật Bản vào Siberia Đại thảm họa động đất Kantō 1923 Thời kỳ Chiêu Hòa (Shōwa) 1926–1989 Chủ nghĩa quân phiệt Nhật Bản Sự kiện Phụng Thiên Nhật Bản xâm lược Mãn Châu Hiệp ước chống Quốc tế Cộng sản Chiến tranh Trung–Nhật Cuộc tấn công Trân Châu Cảng Vụ ném bom nguyên tử xuống Hiroshima và Nagasaki Chiến tranh Xô–Nhật Nhật Bản đầu hàng Thời kỳ bị chiếm đóng 1945-1952 Nhật Bản thời hậu chiếm đóng Kỳ tích kinh tế Nhật Bản thời hậu chiến Thời kỳ Bình Thành (Heisei) 1989–2019 Thập niên mất mát Động đất Kobe 1995 Cool Japan Động đất và sóng thần Tōhoku 2011 Thời kỳ Lệnh Hòa (Reiwa) 2019–nay Đại dịch COVID-19 tại Nhật Bản |                  |
| Xem thêm Thiên hoàng • Niên biểu • Đế quốc Nhật Bản Kinh tế • Giáo dục • Quân sự • Hải quân • Di sản thế giới |                  |
| x t s |                  |

Lịch sử giáo dục Nhật Bản được bắt đầu từ khoảng thế kỉ thứ 6, khi mà chế độ giáo dục Trung Hoa được giới thiệu dưới triều đại Yamato. Những nền văn hoá du nhập từ các nước bạn thường mang lại ý tưởng cho người Nhật tự phát triển nền văn hoá độc đáo và riêng biệt của mình.

## Thế kỷ thứ 6 và 15
Nền giáo dục Trung Hoa ảnh hưởng vào Nhật Bản từ thế kỉ thứ 6 đến thế kỉ thứ 9. Cùng với sự du nhập của đạo Phật cho đến hệ thống chữ viết, nền văn học truyền thống, và đạo Khổng.
Đến thế kỉ thứ 9, thủ đô Heian-kyō (nay là Kyoto) có được 5 cơ sở giáo dục cao cấp, và chúng được tồn tại cho đến thời kì Heian, ngoài ra cũng có những trường học khác được thành lập bởi hoàng tộc, hoặc các quý tộc, quan quyền. Trong suốt thời kỳ Trung Cổ (1185-1600), các Thiền viện Phật giáo của phái Thiền tông đã trở thành trung tâm quan trọng dành cho việc học. Đến thế kỉ 15 các trường học của gia tộc Ashikaga, Ashikaga Gakkō thu hút được sự chú ý như là một trong những trung tâm cao học. 
Sự yêu cầu về một mức sống cao hơn và bùng nổ dân số đã gây ra những ảnh hưởng to lớn đối với nền kinh tế.

## Thế kỷ 16
Trong thế kỉ 16 và đầu thế kỉ 17, Nhật Bản phải trải qua một giai đoạn giao thoa với các nước Phương Tây hùng mạnh rất khắc nghiệt. Những người truyền đạo dòng Tên đến cùng với các nhà buôn Bồ Đào Nha, họ truyền bá Thiên Chúa giáo và lập rất nhiều trường học cho những con chiên ngoan đạo. Những học sinh Nhật Bản theo đó dần dần học tiếng Latin và nhạc cổ điển Tây phương cũng như tiếng mẹ đẻ truyền thống.
Xem: Mậu dịch Nanban

## Thời kỳ Edo
Vào những năm 1603, Nhật Bản được thống nhất lại dưới triều đại của Tokugawa (1600- 1867), và các học viện Tân Nho, Yushima Seidō ở Edo là tổng trưởng điều hành cơ quan giáo dục của nhà nước. Đứng đầu cơ quan hành chính được gọi là Daigaku-no kami đóng vai trò là người đứng đầu của trường đào tạo quan chức cho Mạc Phủ Tokugawa.
Đến năm 1640, những người nước ngoài bị quản lý rất nghiêm ngặt, Thiên chứa giáo bị cấm đoán, và hầu như các mối quan hệ với nước ngoài đều cắt đứt.Quốc gia lúc này đi vào thời kì ‘bế quan toả cảng’ và trong nước tương đối bình ổn. Cơ chế này tồn tại hơn 200 năm. Khi triều đại Tokugawa vừa bắt đầu, có rất ít người bình thường biết đọc và viết, nhưng sau đó việc học đã trở nên vô cùng phổ biến ở Nhật. Nền giáo dục của Tokugawa đã để lại một tài sản có vô cùng giá trị: một sự tăng trưởng về số lượng dân có học gồm cả nam lẫn nữ, một thế hệ nhân tài, và một sự nhấn mạnh đến việc bồi dưỡng năng lực, tinh thần và đạo đức. Dưới thời Minh Trị ngay kế đó, việc thành lập trường học càng trở nên dễ dàng hơn, Nhật Bản nhanh chóng thay đổi từ một nước phong kiến lạc hậu thành một quốc gia hiện đại.
Một điều khiến cho người Châu Âu rất kinh ngạc khi đến với Nhật Bản cuối thời Edo chính là sự phát triển thịnh vượng của nền giáo dục. Ngoài ra tác phong công nghệ cũng được tìm thấy ở hầu hết người Nhật, vì dân chúng tin rằng đất nước này không thể tồn tại nếu không trải qua công cuộc cải cách kinh tế. Theo ước lượng cho thấy, tỉ lệ người biết chữ lên đến 80% với nam và nữ(trong những năm 60 và 70), và tỉ lệ này còn cao hơn với những thành phố lớn như Edo và Osaka.
Trong suốt thời Tokugawa, vai trò của bushi hoặc Samurai, thay đổi từ những chiến binh thành người quản lý. Kết quả là việc giáo dục lễ nghi và tri thức tăng nhanh.
Giáo trình dạy Samurai thiên về đạo đức và bao gồm cả việc học quân sự và văn hoá. Đạo Khổng truyền thống cung được ghi nhớ, nó được đọc và sử dụng như một phương pháp giáo dục phổ biến. Ngoài ra thì số học và thư pháp cũng được giảng dạy. Hầu hết Samurai tham gia vào các lớp học dưới sự bảo hộ quyền lực bởi các Han của họ, và khi bước sang công cuộc Minh Trị Duy Tân vào năm 1868, có hơn 200 của 276 lãnh địa đã thành lập trường học. Một vài Samurai và thậm chí là dân thường cũng tham gia vào các học viện tư nhân. Nơi này thường được những người dân Nhật đặc biệt lực chọn là y học Tây phương, khoa học quân sự hiện đại, chế tạo đại bác, hoặc là Hà Lan học (Rangaku) cũng như là Tây phương học.
Nền giáo dục cho người dân thường được định hướng tập trung cung cấp những kiến thức nền tảng bao gồm: đọc, viết, số học, thư pháp và sử dụng bàn tính. Hầu hết nền giáo dục được quản lý bởi các trường chùa (terakoya), có nguồn gốc từ những trường của Phật giáo trước đây. Sự thành lập các trường này không chịu nhiều ảnh hưởng của tôn giáo hoặc bởi người thành lập. Đến năm 1867, hầu hết trường học được xây dựng ở chùa. Vào cuối thời Tokugawa đã có hơn 11 000 trường học với hơn 750 000 học sinh tham gia. Dụng cụ giảng dạy bao gồm đọc từ nhiều loại sách chính khác nhau, trí nhớ, bàn tính, những bản sao chép chữ Trung Quốc, và hệ thống chữ viết Nhật Bản.

## Thời kỳ Minh trị
Xem: Giáo dục thời Đế quốc Nhật Bản
Sau năm 1868, nhà lãnh đạo mới của Nhật tổ chức những khoá học để hiện đại hóa đất nước. Bên cạnh đó là thành lập hệ thống giáo dục cộng đồng hòng giúp người Nhật bắt kịp phương Tây và hình thành nên một quốc gia hiện đại. Có nhiều phái đoàn như phái đoàn Iwakura đã được gởi sang nước ngoài để học tập hệ thống giáo dục của những quốc gia hàng đầu Tây Âu. Rồi những người đó trở về với những ý tưởng phân cấp giáo dục, trường học địa phương và giáo viên tại chỗ. Những ý tưởng và tham vọng tuyệt vời bắt đầu được lên kế hoạch dù rất khó thực thi. Sau một vài thử nghiệm và thất bại, một hệ thống giáo dục quốc gia đã được ra đời. Một số liệu chứng minh cho sự thành công chính là trường sơ cấp đã đạt được con số kỉ lục về tỉ lệ người nhập học là từ 40 đến 50 phần trăm dân số trong độ tuổi đi học trong những năm 70 thế kỉ 19 lên đến hơn 90 phần trăm trong năm 1900, mặc cho một số chống đối của dư luận đặc biệt là về phần tiền học phí quá cao.
Đến những năm 90 thế kỉ 19, sau những định kiến sâu sắc ban đầu với phương Tây mà nhất là với Mĩ, những ý tưởng giáo dục đã trở nên ôn hoà hơn và định hướng truyền thống cũng cởi mở hơn. Những giáo huấn của Khổng Tử cũng được chú tâm giáo dục, đặc biệt là về những mối quan hệ tự nhiên của con người, phục vụ cho chế đố mới, và hơn hết chính là đạo đức. Những ý tưởng đó đã được định hình vào năm 1890 trong Tuyên cáo Hoàng gia về Giáo dục, bên cạnh đó là sự quản lý trung tâm của chính phủ và nội các cấp cao, tất cả đã điều hành nền giáo dục cho đến cuối thế chiến thứ II.

## 1912 - 1945
Trong những năm đầu của thế kỉ 20, giáo dục cấp tiểu học đã quá phổ biến và gần như bao quát được toàn bộ dân số, nhưng những cấp cao hơn thì dường như quá thiếu, chậm phát triển, và đòi hỏi quá cao. Giáo dục Cao đẳng đã bị giới hạn vì số lượng trường đại học công lập quá ít trong khi điều này lại rất mạnh ở Đức. Ba trường đại học công lập cũng nhận nữ sinh, và cũng có một số lượng sinh viên nữ nhất định và một vài trong số đó đã thành danh, nhưng hầu hết phụ nữ lại ít có cơ hội được học lên cao. Trong suốt thời gian này, một số trường đại học được thành lập bời những người truyền đạo Thiên chúa và họ cũng đóng một vài trò không thể thiếu trong việc mở rộng cơ hội học tập cho phụ nữ, đặc biệt là ở cấp trung học.
Sau năm 1919 nhiều trường tư thục đã nhận chứng chỉ quốc gia và chính phủ công nhận bằng tốt nghiệm cũng như chương trình giảng dạy của họ. Trong những năm 1920, trong một thời gian ngắn nền giáo dục khai phóng truyền thống đã xuất hiện trở lại đặc biệt là ở cấp mầm non, nơi mà phương pháp dạy trẻ của Montessori (một nhà giáo dục người Ý) được theo đuổi. Trong những năm 1930, giáo dục đã là một phần quan trọng và bị ảnh hưởng mạnh trong lĩnh vực quân sự, chủ nghĩa dân tộc và sự quản lý quốc gia, dưới sự lãnh đạo của Sadao Araki.

## Thời kỳ chiếm đóng
Xem: Cải cách Giáo dục thời kỳ Nhật Bản bị chiếm đóng
Những năm 1945 hệ thống giáo dục của Nhật đã bị tàn phá, và với ý nghĩa của người thất trận. Một làn sóng tư tưởng mới đã được du nhập vào Nhật Bản trong suốt thời kì hậu chiến và bị chiếm đóng quân sự.
Sự ảnh hưởng của quản lý chính trị và sự chiếm đóng quân sự của Mĩ đã làm thay đổi của giáo dục dân chủ: trường với cấu trúc 6 – 3 – 3 (sáu năm tiểu học, ba năm trung học cơ sở, ba năm trung học phổ thông), và kéo theo đó là trường giáo dục bắt buộc hệ 9 năm. họ thay thế hệ thống trường Cao trung thành bao hàm của trường Trung học. Chương trình giảng dạy và sách giáo khoa cũng được kiểm duyệt và sửa chữa lại, chương trình đạo đức đã được thay bằng giáo dục cộng đồng, trường nội trú địa phương cũng được giới thiệu với những hiệp hội giáo viên.
Với sự bãi bỏ của hệ thống giáo dục cấp cao và tăng nhanh của những trường trung học, cơ hội cho việc học lên đã tăng nhanh. Việc mở rộng đã hoàn thành những bước đầu bằng việc tốt nghiệp ở những trường đại học, cao đẳng hướng nghiệp và một số học viện công nghệ, trường thường và trung học cao cấp.

## Thời kỳ hậu chiếm đóng
Sau khi hoàn trả toàn bộ chủ quyền quốc gia vào năm 1952, nước Nhật ngay lập tức bắt đầu xoa dịu những thay đổi về giáo dục, nhằm phản chiếu ý tưởng của mình về cách dạy và cách quản lý giáo dục. Bộ Giáo dục thời hậu chiến đã giành lại rất nhiều quyền lực. Trường học được sàng lọc lại. Một khoá học đạo đức theo khuôn mẫu truyền thống được tổ chức mặc cho một vài sự phản đối, nó đã đem lại sự hồi phục lòng tự trọng dân tộc của mỗi người dân trên đất nước mặt trời mọc này.
Vào thời kì hậu chiến 1960 là giai đoạn nước Nhật phát triển thần kì mang lại sự đòi hỏi sự mở rộng của nền giáo dục đại học. Không chỉ vậy, thêm vào là sự trông đợi phát triển chất lượng phải được cải thiện nhưng vì vậy mà học phí cũng leo thang. Phổ biến là trong những năm 1960 là thời kì khủng hoảng giáo dục ở cấp cao. Đặc biệt là cuối thập kỉ đó, những trường đại học ở Nhật đã bị tấn công bởi những sinh viên bạo động khiến nhiều khu vực trong khuôn viên bị tàn phá nghiêm trọng.
Sự lo lắng từ phía khuôn viên trường bị tác động bởi nhiều nhân tố, bao gồm cả làn sóng chống đối cuộc chiến tranh Việt Nam ở Nhật, tư tưởng khác nhau giữa những nhóm học sinh, những cuộc tranh luận về thành quả giáo dục cũng như là phương thức giáo dục, bạo lực học đường, và đôi khi là những xung đột thông thường ngay trong chính bản thân của hệ thống trường đại học.
Phản ứng của chính phủ với Luật Quản lý Trường Đại Học trong năm 1969 và trong đầu những năm 70 thế kỉ 20, với hy vọng cải cách lại nền giáo dục. Bộ luật mới cũng quản lý sự thành lập trường mới, lương giáo viên, và chương trình giảng dạy ở trường công lập của bị kiểm duyệt lại. Sự thành lập của những trường tư thục cũng bắt đầu nhận được sự giúp đỡ của cộng đồng, và kì thi tham dự vào đại học được tổ chức theo mức chuẩn phổ biến trên toàn quốc (kì thi quốc gia). Trong suốt thời kì này, sự mâu thuẫn giữa chính phủ và hội nhà giáo cũng trở nên mạnh mẽ.
Mặc cho những thay đổi to lớn, toàn diện của giáo dục từ năm 1868 và đặc biệt là từ 1945, hệ thống giáo dục vẫn phản chiếu một chuẩn mực truyền thống lâu dài và tư tưởng triết học rằng: việc học và giáo dục là đáng quý và cần được theo đuổi một cách nghiêm túc, trong đó một nền giáo dục toàn diện cần phát triển đạo đức và nhân cách cho con người. Nhửng di sản từ thế hệ nhân tài của thời Minh Trị đã được sử dụng như là kết cấu tring tâm của nền giáo dục. Điều thú vị là người Nhật đã kết hợp mềm dẻo giữa tư tưởng hiện đại và phương pháp giảng dạy truyền thống trong việc cải tạo và phát triển lại hệ thống đương thời.

## Những năm 80 của thế kỷ 20
Mặc cho những thành công đáng ngưỡng mộ của hệ thống giáo dục từ thế chiến thứ II, những vấn đề vẫn tồn tại và ảnh hưởng cho đến những năm 80. Một vài sự khó khăn được nhận thấy bởi những người quản lý trong và ngoài nước bao gồm tính thiếu mềm dẻo, sự đồng đều thái quá, thiếu sự lực chọn, ảnh hưởng quá mức của kì thi đại học quốc gia (nyugaku shiken 入学試験), và hơn hết là bệnh thành tích trong giáo dục. Cũng có lòng tin rằng giáo dục phải có trách nhiệm đối với vấn đề cộng đồng, và vấn đề thiếu thực tế, hành vi, sự ôn hoà của một vài học sinh. Đáng lo nhất chính là giáo dục Nhật Bản phải có đáp ứng cho những nhu cầu xã hội do thách thức thay đổi của thế giới trong thế kỉ 21.
Năng động, sáng tạo, hoà đồng, quốc tế hoá (kokusaika 国際化), cá tính, sự đa dạng hóa thậm chí đã trở thành khẩu hiệu quan trọng trong cuộc cải cách giáo dục toàn diện trong những năm 80, mặc dù chuỗi chủ đề đã gây được tiếng vang từ những năm 70. Sự đề suất và tiềm năng thay đổi của Nhật Bản trong những năm 80 đã mang một ý nghĩa to lớn và được so sánh với việc mở cửa cho người Tây phương vào thế kỉ 19.
Những sự lo ngại về cải cách giáo dục đã được tìm thấy trong chuỗi báo cáo được công bố từ 1985 đến 1987 bởi Hội đồng Cải cách Giáo dục Quốc gia (được thành lập bởi thủ tướng chính phủ Yasuhiro Nakasone). Điểm chính trong những bản báo cáo cuối cùng trong phản ứng với quốc tế hoá giáo dục, công nghệ thông tin mới, phương tiện truyền thông, và tầm quan trọng của cá tính, việc học lâu dài, khả năng điểu chỉnh với sự thay đổi của xã hội. Để tìm ra hướng mới cho việc này, hội đồng đề nghị có 8 môn cụ thể gồm: Thiết kế giáo dục cho thế kỉ 21; tổ chức một hệ thống cho việc học suốt đời và giảm sự lo lắng trên phông nền riêng biệt của giáo dục; cải thiện và đa dạng hoá giáo dục cao cấp; nâng cao chất lượng và đa dạng hoá giáo dục tiểu học và trung học; nâng cao chất lượng của đội ngũ giảng dạy; thích ứng với sự quốc tế hoá; thích ứng với thời đại thông tin; và xem lại cấu trúc giáo dục và tài chính và quản lý.
Những phần này phản chiếu sự cái cách của cả giáo dục và xã hội, trong cái nhìn gắn giáo dục với cộng đồng. Thậm chí vì sự tranh cãi về vấn đề cải cách diễn ra, chính phủ nhanh chóng thay đổi công cụ trong hầu hết 8 mặt. Sự cải cách này vẫn đang được tiếp tục, và thậm chí hầu hết đã quên đi những việc được làm trong những năm 80, bao gồm cả những sự thay đổi còn dấu ấn cho đến ngày nay.

## Nền giáo dục dành cho nữ
Lịch sử của nền giáo dục dành cho nữ thường bị giới hạn bởi sự đè nén của tôn giáo và dư luận, nó trở thành một vấn đề từ thời Heian hơn một ngàn năm trước. Nhưng thời Chiến Quốc (Sengoku) cuối cùng đã chứng tỏ rằng người phụ nữ cần được giáo dục đầy đủ để là người bảo vệ đất nước khi người chồng chết đi. Nó cũng nói lên rằng đạo Phật và thần đạo Nhật Bản đã không tìm hiểu và đối xử với những người phụ nữ một cách công bằng. "Truyện kể Genji" đã được viết bởi một người phụ nữ được giáo dục cẩn thận từ thời Heian. Nó đã nói lên khát vọng, niền tin vào một ngày mai tươi sáng của những người phụ nữ trong suốt những quảng đường lịch sử của Nhật Bản.